# Roxen (Sängerin)
Larisa Roxana Giurgiu (* 5. Januar 2000 in Cluj-Napoca), bekannt als Roxen, ist eine rumänische Sängerin, die bei Global Records unter Vertrag steht.

## Leben und Karriere
Geboren wurde Larisa Roxana Giurgiu in Cluj-Napoca. Roxen entdeckte ihre Passion für Musik mit sieben Jahren.
Zusammen mit den rumänischen Produzenten Sicktoy veröffentlichte sie im August 2019 das Lied You Don’t Love Me. Die Single erreichte in Rumänien kommerziellen Erfolg und erreichte Platz 3 in den regionalen AirPlay 100 Charts. Ihre Debütsingle Ce-ți cântă dragostea wurde im November des gleichen Jahres veröffentlicht und erreichte Platz 26 in den Charts.
Anfang Februar 2020 wurde berichtet, dass Roxen eine von drei Sängern in der engeren Auswahl zum Eurovision Song Contest ist. Die Sendeanstalt Televiziunea Română (TVR), die bei der rumänischen Auswahl mit dem Label Global Records zusammenarbeitete, entschied am 11. Februar, dass Roxen Rumänien beim Eurovision Song Contest vertreten soll. In einer Fernsehshow wurde hierfür der Titel Alcohol You ausgewählt. Der Wettbewerb wurde jedoch aufgrund der fortschreitenden COVID-19-Pandemie abgesagt. Stattdessen nahm sie beim Eurovision Song Contest 2021 mit dem Lied Amnesia teil, schied jedoch im ersten Halbfinale am 18. Mai 2021 aus.
2024 unterstützte Giurgiu den prorussischen und rechtsextremen Präsidentschaftskandidaten Călin Georgescu und sagte, dass sie sich von LGBT-Aktivisten manipuliert fühle.

## Diskografie
Singles
- 2019: Ce-ți cântă dragostea
- 2019: I Don’t Care
- 2020: Alcohol You
- 2020: Spune-mi
- 2020: How to Break a Heart
- 2020: Wonderland (mit Alexander Rybak)
- 2021: Parte din tine (mit DJ Project)
- 2021: Amnesia
- 2021: Inimă nu fi de piatră
- 2021: Money Money (mit DMNDS and Strange Fruits Music)
- 2021: Strada ta (mit Nane)
- 2021: Crazy Valorant (mit Killa Fonic)
- 2021: Dincolo de Marte (mit Morandi)
- 2022: UFO
- 2022: Printre stele
- 2022: Ghost (mit Mausio)
- 2023: Cenusa